# Regina Ermitsová
Regina Ermitsová (nepřechýleně Regina Ermits; rozená Ojová; * 31. ledna 1996 Tallinn) je estonská biatlonistka.
Ve své dosavadní kariéře nevyhrála ve své světovém poháru žádný individuální ani kolektivní závod. Jejím nejlepším výsledkem je druhé místo ze závodu smíšených štafet z Pokljuky z ledna 2020, na které dosáhla se svým krajanem Renem Zahknou.
Její otec Kristjan Oja je bývalý biatlonista. V květnu roku 2022 se vdala za estonského biatlonistu Kaleva Ermitse. 
Mluví plynně estonsky, anglicky a švédsky. Její koníčky jsou vaření, pečení a hiking.

## Výsledky

### Olympijské hry a mistrovství světa
| Sezóna  | D   | Místo                | SP  | SZ  | HZ  | IZ  | ŠT  | SŠT | SZD | Věk    |
| ------- | --- | -------------------- | --- | --- | --- | --- | --- | --- | --- | ------ |
| 2018/19 | MS  | Östersund            | 81. | –   | –   | 59. | 12. | 14. | –   | 23 let |
| 2019/20 | MS  | Anterselva           | 30. | 48. | –   | 68. | DSQ | 15. | 12. | 24 let |
| 2020/21 | MS  | Pokljuka             | 83. | –   | –   | 62. | 17. | –   | –   | 25 let |
| 2021/22 | ZOH | Peking               | 55. | 50. | –   | 79. | 15. | 16. | ×   | 26 let |
| 2022/23 | MS  | Oberhof              | 64. | –   | –   | 73. | 10. | –   | –   | 27 let |
| 2023/24 | MS  | Nové Město na Moravě | 25. | 24. | 12. | 13. | 4.  | 12. | –   | 28 let |
| 2024/25 | MS  | Lenzerheide          | 51. | 25. | –   | 60. | 10. | 13. | 15. | 29 let |

Poznámka: Výsledky z olympijských her se do hodnocení světového poháru nezapočítávají; výsledky z mistrovství světa se dříve započítávaly, od mistrovství světa v roce 2023 se nezapočítávají.

### Světový pohár
Sezóna 2021/22
| ČSP              | Místo            | SP  | SZ  | HZ | IZ  | ŠT  | SŠT | SZD |
| ---------------- | ---------------- | --- | --- | -- | --- | --- | --- | --- |
| 1.               | Östersund        | –   | –   | –  | 67. | –   | –   | –   |
| 2.               | Östersund (2)    | 89. | –   | –  | –   | 12. | –   | –   |
| 3.               | Hochfilzen       | 63. | –   | –  | –   | 10. | –   | –   |
| 4.               | Annecy           | 51. | 51. | –  | –   | –   | –   | –   |
| 5.               | Oberhof          | 64. | –   | –  | –   | –   | 14. | –   |
| 6.               | Ruhpolding       | 71. | –   | –  | –   | 8.  | –   | –   |
| 7.               | Anterselva       | –   | –   | –  | 83. | 15. | –   | –   |
| 8.               | Kontiolahti      | 38. | 35. | –  | –   | 9.  | –   | –   |
| 9.               | Otepää           | 54. | –   | 8. | –   | –   | –   | 17. |
| 10.              | Oslo             | 41. | 35. | –  | –   | –   | –   | –   |
| Celkové umístění | Celkové umístění | 88. | 67. | –  | –   | 11. | 18. | 18. |
| Celkové umístění | Celkové umístění | 91. |     |    |     | 11. | 18. | 18. |